# Вентосо
Вентосо (італ. Ventoso) — село (італ. curazia) в центральній частині Сан-Марино. Адміністративно належить до муніципалітету Борго-Маджоре. Його назва італійською означає Вітряне.
На території села розташовувалася давньоримська фортеця, відома як Castrum Ventosi.
Вентосо розташоване в північній частині муніципалітету Борго-Маджоре, у безпосередній близькості від кордону з Аккуавіва та італійський муніципалітетом Веруччіо. Село пов'язане з італійським містом дорогою з Борго-Маджоре.